# Шапел Сент Етјен
Шапел Сент Етјен (фр. Chapelle-Saint-Étienne) насеље је и општина у западној Француској у региону Поату-Шарант, у департману Де Севр која припада префектури Партне.
По подацима из 2011. године у општини је живело 322 становника, а густина насељености је износила 17,12 становника/km². Општина се простире на површини од 18,81 km². Налази се на средњој надморској висини од 170 метара (максималној 233 m, а минималној 160 m).

## Демографија
| 1962. | 1968. | 1975. | 1982. | 1990. | 1999. | 2011. |
| ----- | ----- | ----- | ----- | ----- | ----- | ----- |
| 443   | 520   | 445   | 420   | 396   | 359   | 322   |

График промене броја становника у току последњих година